# Videografia di David Bowie
La videografia di David Bowie comprende 71 videoclip promozionali, più 4 video di altri artisti a cui ha partecipato, 15 video album o compilation pubblicati in VHS, DVD e 18 apparizioni come ospite in video di altri artisti. 
Da sempre riconosciuto come uno dei pionieri del video musicale, già nel 1969 Bowie aveva al suo attivo un numero di promo sufficiente a mettere insieme un lungometraggio, prima ancora di avere ottenuto il suo primo successo da classifica con un singolo. Il risultato fu Love You Till Tuesday, rimasto inedito fino al 1984, seguito dalla serie di videoclip promozionali del periodo Ziggy Stardust girati da Mick Rock, tra i quali in seguito Lester Bangs avrebbe identificato John, I'm Only Dancing come «il preciso momento in cui è nata la concezione moderna di video musicale», circa tre anni prima di Bohemian Rhapsody dei Queen. 
Tra la fine degli anni settanta e i primi anni ottanta, così come altri artisti quali Blondie, Village People e Michael Jackson che usavano il videoclip come parte del procedimento per ottenere successi da classifica, Bowie lanciò Boys Keep Swinging, D.J., Look Back in Anger e Ashes to Ashes, coi quali contribuì a definire i parametri della nuova forma d'arte. Creazioni più recenti come The Hearts Filthy Lesson, Little Wonder e Survive hanno confermato che Bowie continua a esplorare i confini del video musicale. Nel muovo millennio collaborazioni con registi come Floria Sigismondi e Johan Renck ed attori hollywoodiani come Gary Oldman e Tilda Swinton hanno portato i videoclip di Bowie ad avvicinarsi a veri cortometraggi cinematografici.

## Videoclip promozionali
| Anno | Video                               | Dettagli | Regia                          | Note                 |
| ---- | ----------------------------------- | --- | ------------------------------ | -------------------- |
| 1972 | Moonage Daydream                    | Video inedito girato dal vivo ad aprile, durante alcune delle prime date dello Ziggy Stardust Tour. | Mick Rock                      | [ 2 ]                |
| 1972 | John, I'm Only Dancing              | Girato il 19 agosto durante le prove del concerto al Rainbow Theatre di Londra, è considerato il primo video ufficiale di David Bowie.                                                                                              | Mick Rock                      | [ 3 ]                |
| 1972 | The Jean Genie                      | Video girato a San Francisco il 28 ottobre, giorno del concerto al Winterland Auditorium. | Mick Rock                      | [ 4 ]                |
| 1972 | Space Oddity                        | Video girato nel mese di dicembre agli RCA Studios di New York, durante la parte finale dello Ziggy Stardust Tour. | Mick Rock                      | [ 5 ]                |
| 1973 | Life on Mars?                       | Video girato il 12 maggio nel retropalco di Earls Court a Londra. | Mick Rock                      | [ 6 ]                |
| 1974 | Rebel Rebel                         | Registrato il 7 febbraio durante il programma della TV olandese Top Pop. | sconosciuto                    | [ 7 ]                |
| 1974 | Rock 'n' Roll Suicide               | Video inedito con spezzoni live e immagini di backstage registrate tra il 1972 e il 1973. | Mick Rock                      | [ 8 ]                |
| 1977 | Be My Wife                          | Girato a Parigi il 21 giugno. Tra i collezionisti circolano montaggi alternativi a quello originale. | Stanley Dorfman                | [ 9 ]                |
| 1977 | Little Drummer Boy                  | Registrato l'11 settembre durante lo special natalizio di Bing Crosby, trasmesso da ITV la vigilia di Natale. | Dwight Herrison                | [ 10 ] [ 11 ]        |
| 1977 | Heroes                              | Girato a Parigi il 27 settembre. | Nick Ferguson                  | [ 12 ]               |
| 1979 | Boys Keep Swinging                  | Girato nel mese di aprile, è il primo degli undici videoclip consecutivi diretti da David Mallet. | David Mallet                   | [ 13 ]               |
| 1979 | DJ                                  | Girato a Earls Court, Londra, nel mese di giugno. | David Mallet                   | [ 14 ]               |
| 1979 | Look Back in Anger                  | Girato a Londra nel mese di agosto, il video è ispirato al Ritratto di Dorian Gray di Oscar Wilde. | David Mallet                   | [ 15 ]               |
| 1979 | Space Oddity                        | Girato il 31 dicembre durante il Kenny Everett New Year's Eve Show di ITV. | David Mallet                   | [ 16 ]               |
| 1980 | Ashes to Ashes                      | Girato nel mese di maggio, con lo stesso set che sarà utilizzato da Billy Idol per White Wedding nel 1982. | David Bowie, David Mallet      | [ 17 ]               |
| 1980 | Fashion                             | Girato ad ottobre, nel video compare Alan Hunter, uno dei primi VJ di MTV. | David Mallet                   | [ 18 ]               |
| 1981 | Under Pressure                      | Nel video della canzone eseguita con i Queen non compaiono né Bowie né il gruppo di Freddie Mercury. | David Mallet                   | [ 19 ]               |
| 1981 | Wild Is the Wind                    | Girato a Londra, in bianco e nero, nel mese di agosto. | David Mallet                   | [ 20 ]               |
| 1982 | The Drowned Girl                    | Video girato a Londra, in bianco e nero, nell'agosto 1981. | David Mallet                   | [ 21 ]               |
| 1983 | Let's Dance                         | Video girato in Australia nel mese di febbraio, prodotto da Ross Cameron. | David Bowie, David Mallet      | [ 22 ]               |
| 1983 | China Girl                          | Video girato a febbraio in Australia, censurato e riproposto in versione "ripulita", e vincitore di un MTV Video Music Award l'anno successivo.                                                                                     | David Bowie, David Mallet      | [ 23 ]               |
| 1983 | Modern Love                         | Il videoclip è un montaggio di sequenze girate durante la performance del 20 luglio a Filadelfia. | Jim Yukich                     | [ 24 ]               |
| 1983 | White Light/White Heat              | Video estratto dal film concerto Ziggy Stardust and the Spiders from Mars, girato dal vivo il 3 luglio 1973 all'Hammersmith Odeon di Londra.                                                                                        | D. A. Pennebaker               | [ 25 ]               |
| 1984 | Blue Jean                           | Girato alla Rainbow Room di Kensington l'8 e 9 agosto, ne esiste anche una versione live registrata al Wag Club di Londra il 17 agosto.                                                                                             | Julien Temple                  | [ 26 ] [ 27 ] [ 28 ] |
| 1984 | Loving the Alien                    | Esistono due differenti versioni del video, in una delle quali è stata tagliata la sequenza in cui Bowie perde sangue dal naso. | David Bowie, David Mallet      | [ 29 ]               |
| 1985 | Dancing in the Street               | Il duetto con Mick Jagger, trasmesso la prima volta durante il Live Aid, venne premiato con un MTV Video Music Award l'anno successivo.                                                                                             | David Mallet                   | [ 30 ]               |
| 1985 | This Is Not America                 | Il video è costituito da immagini tratte dal film Il gioco del falco. | sconosciuto                    | [ 31 ]               |
| 1985 | Absolute Beginners                  | Di questo videoclip, contenente scene del film omonimo, esistono due versioni, una di 5:49 e una full-length di 7:47. | Julien Temple                  | [ 32 ] [ 33 ]        |
| 1986 | When the Wind Blows                 | Nel video, contenente scene del film d'animazione Quando soffia il vento, Bowie compare solo come cartone animato. | Jimmy T. Murakami              | [ 34 ]               |
| 1986 | As the World Falls Down             | Girato per promuovere il film Labyrinth, il videoclip è rimasto inedito fino al 1993 quando è stato inserito nel VHS The Video Collection.                                                                                          | Steve Barron                   | [ 35 ]               |
| 1986 | Underground                         | Nel videoclip scorrono, tra l'altro, immagini degli alter ego passati di Bowie (Ziggy Stardust, il Duca Bianco) e la copertina di Diamond Dogs.                                                                                     | Steve Barron                   | [ 36 ]               |
| 1987 | Day-In Day-Out                      | Di questo videoclip esiste anche una versione "extended dance mix", più lunga di circa 30 secondi. | Julien Temple                  | [ 37 ]               |
| 1987 | Time Will Crawl                     | Video girato il 29 maggio allo Sport Palais Ahoy di Rotterdam. | Tim Pope                       | [ 38 ]               |
| 1987 | Never Let Me Down                   | Il videoclip, girato nel mese di maggio, si ispira alle maratone di ballo degli anni trenta nella California della Grande depressione.                                                                                              | Jean-Baptiste Mondino          | [ 39 ]               |
| 1989 | Under the God                       | Videoclip con i Tin Machine girato al Ritz di New York. | Julien Temple                  | [ 40 ]               |
| 1989 | Heaven's in Here                    | Videoclip con i Tin Machine girato al Ritz di New York. | Julien Temple                  | [ 41 ]               |
| 1989 | Prisoner of Love                    | Videoclip con i Tin Machine girato al Ritz di New York. | Julien Temple                  | [ 42 ]               |
| 1990 | Fame '90                            | La performance di Bowie e Louise Lecavalier, la danzatrice canadese del Sound+Vision Tour, si alterna in questo videoclip a sequenze di repertorio, tra cui quelle dello Cher Show del 23 novembre 1975.                            | Gus Van Sant                   | [ 43 ]               |
| 1991 | You Belong in Rock n' Roll          | Il video presenta per la prima volta l'immagine standard del Bowie in versione Tin Machine II: capelli corti, abbronzatura e l'immancabile vestito verde pallido.                                                                   | Tim Pope                       | [ 44 ]               |
| 1991 | Baby Universal                      | Altro video con i Tin Machine, con riprese dal vivo dell'esibizione del 25 agosto all'aeroporto di Los Angeles e sequenze d'archivio tratte dallo Stage Tour del 1978.                                                              | sconosciuto                    | [ 45 ]               |
| 1991 | One Shot                            | Ultimo videoclip (inedito) girato con i Tin Machine. | sconosciuto                    | [ 46 ]               |
| 1992 | Real Cool World                     | Nel videoclip che accompagnava il film Fuga dal mondo dei sogni compare l'attore e coreografo Kevin Stea. | Ralph Bakshi                   | [ 47 ]               |
| 1993 | Jump They Say                       | Video girato ai Mayfair Studios di Londra, con gli effetti speciali di Ashley Beck. | Mark Romanek                   | [ 48 ] [ 49 ]        |
| 1993 | Under Pressure                      | Videoclip del duetto con Annie Lennox al Freddie Mercury Tribute Concert del 20 aprile. | David Mallet, Andy Morahan     | [ 50 ]               |
| 1993 | Black Tie White Noise               | Videoclip girato il 29 aprile a Los Angeles, con la fotografia di Toby Phillips. | Mark Romanek                   | [ 51 ]               |
| 1993 | Miracle Goodnight                   | Di questo videoclip esistono due versioni, una di 4:09 e una "remix" di 4:29. | Matthew Rolston                | [ 52 ] [ 53 ]        |
| 1994 | The Buddha of Suburbia              | Video girato il 4 novembre a Bromley, con gli attori Hanif Kureshi e Naveen Andrews. | Roger Michell                  | [ 54 ]               |
| 1994 | Ziggy Stardust                      | Video montato con sequenze riprese durante il concerto del 21 giugno 1972 alla Civic Hall di Dunstable e montate sull'audio relativo a quello di Santa Monica del 20 ottobre.                                                       | Mark Coker                     | [ 55 ]               |
| 1995 | The Hearts Filthy Lesson            | MTV rifiutò di trasmettere l'edizione originale del videoclip, diretto dallo stesso autore del video di Smells Like Teen Spirit dei Nirvana.                                                                                        | Samuel Bayer                   | [ 56 ]               |
| 1995 | Strangers When We Meet              | Secondo video girato da Sam Bayer, ambientato in un polveroso studio d'artista in cui Bowie flirta con una bambola vestita da ballerina.                                                                                            | Samuel Bayer                   | [ 57 ]               |
| 1996 | Under Pressure                      | Videoclip della versione live eseguita il 13 dicembre 1995 a Birmingham, con la bassista Gail Ann Dorsey nella parte vocale di Freddie Mercury.                                                                                     | Jim Gable                      | [ 58 ]               |
| 1996 | Hallo Spaceboy                      | Video della versione "remix", girato il 18 febbraio con i Pet Shop Boys. | David Mallet                   | [ 59 ]               |
| 1997 | Little Wonder                       | Video girato il 9 dicembre dell'anno precedente in tre edifici abbandonati tra la East 60th Street, la West 35th Street e la 8th Avenue di New York.                                                                                | Floria Sigismondi              | [ 60 ]               |
| 1997 | Dead Man Walking                    | Video girato a Toronto il 25 marzo. | Floria Sigismondi              | [ 61 ]               |
| 1997 | Seven Years in Tibet                | Video girato il 9 luglio, prodotto dalla DoRo Productions. | Rudi Dolezal, Hannes Rossacher | [ 62 ]               |
| 1997 | I'm Afraid of Americans             | Video girato il 6 ottobre a New York, con Trent Reznor dei Nine Inch Nails, vincitore di un MuchMusic Video Award nel 1998. | Dom and Nic                    | [ 63 ]               |
| 1999 | Thursday's Child                    | Videoclip girato il 7 agosto a New York. | Walter Stern                   | [ 64 ]               |
| 1999 | Under Pressure                      | Nel videoclip della versione "Rah Mix", diretto dai cosiddetti Torpedo Twins, si alternano immagini di Freddie Mercury a Wembley nel 1986 con quelle di David Bowie al Tribute Concert del 1992.                                    | Rudi Dolezal, Hannes Rossacher | [ 65 ]               |
| 2000 | The Pretty Things Are Going to Hell | Videoclip girato al Kit Kat Club di New York il 7 settembre 1999, con i pupazzi del Creature Shop di Jim Henson raffiguranti le precedenti "incarnazioni" di Bowie (Ziggy Stardust, il Duca Bianco e il Pierrot di Ashes to Ashes). | Dom and Nic                    | [ 66 ]               |
| 2000 | Survive                             | Video girato a Londra, con gli effetti speciali di John Schoonraad. | Walter Stern                   | [ 67 ]               |
| 2003 | New Killer Star                     | Il videoclip si ispira alle cartoline lenticolari, in voga nei primi anni settanta, che rivelavano una immagine diversa a seconda dell'angolo da cui si guardavano.                                                                 | Brumby Boylston                | [ 68 ]               |
| 2011 | Slow Burn                           | Il video di questo singolo di Heathen (2002) è apparso sul canale Vevo di Bowie solamente il 23 marzo 2011. | sconosciuto                    | [ 69 ]               |
| 2013 | Where are we now?                   | Nel video, diretto da Tony Oursler, appaiono tra l'altro immagini in bianco e nero dei luoghi berlinesi degli anni 70 in cui Bowie viveva.                                                                                          | Tony Oursler                   | [ 70 ]               |
| 2013 | The Stars (Are Out Tonight)         | Video pubblicato il 25 febbraio 2013, diretto da Floria Sigismondi e con la partecipazione di Tilda Swinton e Andreja Pejić. | Floria Sigismondi              | [ 71 ]               |
| 2013 | The Next Day                        | Il filmato, che oltre a Bowie annovera Gary Oldman e Marion Cotillard, a causa dei contenuti blasfemi è stato temporaneamente bandito da YouTube e si è guadagnato critiche e proteste da parte di organizzazioni cattoliche.       | Floria Sigismondi              | [ 72 ]               |
| 2013 | Valentine's Day                     | In questo video David Bowie canta in un deposito abbandonato, il Red Hook Grain Terminal di Brooklyn, suonando un'atipica chitarra 'G2T Hohner' rossa.                                                                              | Indrani, Markus Klinko         | [ 73 ]               |
| 2013 | Love Is Lost                        | Video curiosamente scritto, girato e montato dallo stesso Bowie, con telecamera personale, nel corridoio del suo ufficio di Manhattan. Una seconda versione è stata poi diretta dal regista Barnaby Roper.                          | David Bowie, Barnaby Roper     | [ 74 ]               |
| 2013 | I'd Rather Be High                  | Nel videoclip si susseguono annebbiate immagini girate in tempo di guerra. | Tom Hingston                   | [ 75 ]               |
| 2014 | Sue (Or in a Season of Crime)       | Video in bianco e nero girato a Londra, cui si mischiano immagini di Bowie e della Maria Schneider Orchestra in studio a New York.                                                                                                  | Tom Hingston, Jimmy King       | [ 76 ]               |
| 2015 | Blackstar                           | Girato nel settembre 2015 in uno studio di Brooklyn, è un surreale filmato della durata di dieci minuti diretto da Johan Renck (regista di The Last Panthers).                                                                      | Johan Renck                    | [ 77 ]               |
| 2016 | Lazarus                             | Immesso in rete il 7 gennaio 2016 su Vevo, come il precedente Blackstar il video mostra principalmente David Bowie nelle vesti del lugubre personaggio dagli "occhi a bottone".                                                     | Johan Renck                    | [ 78 ]               |

### Apparizioni in videoclip di altri artisti
| Anno | Video                     | Artista      | Dettagli | Regia                          | Note   |
| ---- | ------------------------- | ------------ | --- | ------------------------------ | ------ |
| 1988 | Tonight                   | Tina Turner  | Il videoclip è stato girato dal vivo durante il Private Dancer Tour della cantante statunitense, con David Bowie (autore della canzone) in qualità di guest. | sconosciuto                    | [ 79 ] |
| 1990 | Pretty Pink Rose          | Adrian Belew | Videoclip inedito della canzone scritta da Bowie per l'album Young Lions, pubblicato dall'ex chitarrista dei King Crimson.                                   | Tim Pope                       | [ 80 ] |
| 2003 | Just for One Day (Heroes) | David Guetta | Videoclip dell'"extended mix" house di Heroes del dj francese, accreditato a "David Guetta VS. Bowie".                                                       | Richard Fenwick                | [ 81 ] |
| 2006 | The Cynic                 | Kashmir      | David Bowie compare nel video di questo brano della band danese al quale ha contribuito anche con una parte vocale.                                          | Andreas Bodker, Kasper Eistrup | [ 82 ] |

## VHS e DVD
| Anno | Video                                        | Formato           | Dettagli | Regia                                                       | Note          |
| ---- | -------------------------------------------- | ----------------- | --- | ----------------------------------------------------------- | ------------- |
| 1983 | Video EP                                     | VHS               | Distribuito dalla PMI, contiene i tre videoclip estratti dall'album Let's Dance, compresa la versione non censurata di China Girl. | David Bowie, David Mallet, Jim Yukich                       | [ 83 ] [ 84 ] |
| 1984 | Love You Till Tuesday                        | VHS, DVD          | Video promozionale della durata di circa 30 minuti, girato nel 1969 e pubblicato dalla PolyGram quindici anni dopo. Nel 2005 la Universal ha distribuito la versione rimasterizzata in DVD con materiale bonus. | Malcolm J. Thomson                                          | [ 85 ]        |
| 1984 | Ziggy Stardust and the Spiders from Mars     | VHS, DVD, LD      | Film concerto distribuito dalla Thorn EMI che testimonia la serata finale dell'Aladdin Sane Tour del 3 luglio 1973 all'Hammersmith Odeon di Londra. Nel 1985 è uscita in Giappone la versione in Laserdisc mentre quella in DVD è stata pubblicata nel 1998 dalla Image Entertainment.                                                                                  | D. A. Pennebaker                                            | [ 86 ]        |
| 1984 | Serious Moonlight                            | VHS, DVD, LD      | Video di 90 minuti con l'esibizione a Vancouver del 12 settembre 1983, distribuito da Warner Vision. L'edizione in DVD della EMI è del 2006 mentre in Giappone e Stati Uniti è stata distribuita anche una versione in Laserdisc. | David Mallet                                                | [ 87 ]        |
| 1984 | Ricochet                                     | VHS               | Video di 59 minuti con alcune delle date asiatiche del Serious Moonlight Tour, distribuito da Virgin Video e successivamente inserito nella versione DVD di Serious Moonlight con materiale bonus. | Gerry Troyna                                                | [ 88 ]        |
| 1984 | Jazzin' For Blue Jean                        | VHS               | Il video di 21 minuti distribuito dalla PMI, che accompagnava l'uscita del singolo Blue Jean, è stato inserito nel 2002 in Best of Bowie. | Julien Temple                                               | [ 89 ]        |
| 1987 | Day-In Day-Out                               | VHS               | Distribuito dalla PMI, comprende i videoclip di Loving the Alien e Day-In Day-Out, quest'ultima anche in versione "Extended Dance Mix". Come il precedente, nel 2002 è stato inserito in Best of Bowie | David Bowie, David Mallet, Julien Temple                    | [ 90 ]        |
| 1987 | Never Let Me Down - The Videos               | VHS               | Oltre ai promo estratti dall'album Never Let Me Down, in questo video distribuito dalla PMI si trova anche la performance di Glass Spider del 1º luglio al Prater Stadium di Vienna. | David Bowie, Tim Pope, Jean-Baptiste Mondino, Julien Temple | [ 91 ]        |
| 1988 | Glass Spider                                 | VHS, DVD, LD      | Video distribuito dalla Stenton della durata di 107 minuti, registrato a Sydney il 7 e 9 novembre 1987. Esiste anche una versione in Laserdisc (distribuita in Giappone) e una in DVD, pubblicata dalla EMI nel 2007 nelle edizioni "standard" e "special" (con 2 CD bonus registrati a Montréal il 30 agosto).                                                         | David Mallet                                                | [ 92 ] [ 93 ] |
| 1989 | Tin Machine - Nine Track Video Medley        | VHS               | Video compilation di 13 minuti, filmata al Ritz di New York e distribuita per promuovere l'uscita dell'album Tin Machine. | Julien Temple                                               | [ 94 ] [ 95 ] |
| 1991 | It's Time to Watch                           | VHS               | Distribuito dalla Rykodisc insieme al CD promozionale It's Time to Listen, riunisce i cinque video della trilogia berlinese. | Stanley Dorfmann, Nick Ferguson, David Mallet               | [ 96 ]        |
| 1992 | Oy Vey, Baby – Tin Machine Live at the Docks | VHS               | Diretto dai Torpedo Twins e distribuito dalla Polygram, il video di 88 minuti propone l'esibizione dei Tin Machine ad Amburgo del 24 ottobre 1991. | Rudi Dolezal, Hannes Rossacher                              | [ 97 ]        |
| 1993 | Black Tie White Noise                        | VHS, DVD, LD, VCD | Le tracce di questo video di 63 minuti, registrate in playback agli Hollywood Center Studios di Los Angeles, si alternano ad un'intervista, sequenze del "making of" di Black Tie White Noise e tre videoclip estratti dallo stesso album. Distribuito in versione DVD nel 2005, esistono anche edizioni in Laserdisc (Stati Uniti e Giappone), e Video CD (Hong Kong). | David Mallet, Mark Romanek, Matthew Rolston                 | [ 98 ]        |
| 1993 | Bowie - The Video Collection                 | VHS, LD, 2XVCD    | Raccolta di videoclip ufficiali, da Space Oddity a Fame '90, pubblicato da Rykodisc e Picture Music International in Europa e negli Stati Uniti. | registi vari                                                | [ 99 ]        |
| 2002 | Best of Bowie                                | 2xDVD             | Doppio DVD pubblicato dalla EMI, include videoclip, performance live e apparizioni televisive. | registi vari                                                | [ 100 ]       |
| 2004 | A Reality Tour                               | DVD               | Video distribuito dalla Columbia con estratti dell'esibizione al The Point di Dublino del 22 e 23 novembre 2003. | sconosciuto                                                 | [ 101 ]       |

### Apparizioni in VHS e DVD di altri artisti
| Anno | Video                                                 | Formato      | Dettagli | Note            |
| ---- | ----------------------------------------------------- | ------------ | --- | --------------- |
| 1977 | Bing Crosby's Merrie Olde Christmas                   | VHS          | Spettacolo natalizio di Bing Crosby trasmesso in Inghilterra il 24 dicembre 1977. Comprende il duetto tra l'attore statunitense e David Bowie in Peace on Earth/Little Drummer Boy e un'esclusiva interpretazione di "Heroes". | [ 102 ]         |
| 1985 | Tina Live - Private Dancer Tour                       | VHS          | Video girato da David Mallet con il duetto eseguito al National Exhibition Centre di Birmingham, durante il concerto di Tina Turner del 23 marzo 1985. I due cantano insieme Tonight e un medley di Let's Dance di Chris Montez e dell'omonima canzone di Bowie. Il duetto di Tonight si trova anche nel DVD All the Best - The Live Collection del 2005 (sempre di Tina Turner). |                 |
| 1991 | Box of Flix                                           | 2xVHS        | Opera omnia dei Queen in due videocassette uscita il 28 ottobre 1991. La seconda, Greatest Flix II, include il video di Under Pressure diretto da David Mallet. |                 |
| 1993 | The Freddie Mercury Tribute Concert                   | 2xVHS, 2xDVD | Video del concerto tenutosi il 20 aprile 1992 al Wembley Stadium di Londra, comprendente le tre canzoni eseguite da David Bowie (Under Pressure, All the Young Dudes e "Heroes"). Nella riedizione in due DVD del 2002, pubblicata in occasione del decimo anniversario, oltre al Padre Nostro recitato dal cantante al termine della sua esibizione ci sono anche le prove di Under Pressure girate ai Bray Studios, con George Michael che suggerisce a Bowie le parole da dietro le quinte.                                                            | [ 103 ]         |
| 1996 | Dancing in the Street - Hang On to Yourself           | DVD          | Documentario diretto da Hugh Thompson con un'ampia parte dedicata a David Bowie. Oltre ad un'intervista sono presenti brani tratti da alcuni concerti (Santa Monica, 20 ottobre 1972 e Londra, 3 luglio 1973), programmi televisivi (Old Grey Whistle Test, 8 febbraio 1972), video (Cracked Actor e Love You Till Tuesday) e film (L'uomo che cadde sulla Terra, Christiane F. - Noi, i ragazzi dello zoo di Berlino). Sono incluse anche interviste a Mick Ronson, Mike Garson, Jayne County, Tony Zanetta, Angela Bowie, Nicolas Roeg e Tony Visconti. | [ 104 ]         |
| 1997 | Closure                                               | 2xVHS        | Video live dei Nine Inch Nails con David Bowie che esegue Hurt con la band di Cleveland, durante le date statunitensi dell'Outside Tour, e alcune sequenze del cantante con Trent Reznor girate nel backstage. Nel 2004 Reznor ne annunciò l'imminente riedizione in due DVD, ma prima della fase di masterizzazione digitale la sua uscita è stata sospesa. | [ 105 ] [ 106 ] |
| 1999 | Cher: Live in Concert                                 | VHS, DVD     | Documentario contenente il duetto allo Cher Show del 23 novembre 1975. Bowie e Cher eseguono Can You Hear Me e un medley di Young Americans e altre famose canzoni pop. | [ 107 ]         |
| 2000 | VH1 Storytellers Classic                              | VHS, DVD     | In questo video, che raccoglie le esibizioni di vari artisti alla trasmissione televisiva di VH1 Storytellers, è compresa la performance di China Girl del 23 agosto 1999. La versione in DVD è del giugno 2001. |                 |
| 2002 | The Concert for New York City                         | 2xDVD        | Doppio DVD del concerto di beneficenza "post-11 settembre 2001", registrato al Madison Square Garden di New York il 20 ottobre 2001. Il video si apre con Bowie che esegue la cover di America di Paul Simon e "Heroes". | [ 108 ]         |
| 2003 | Rockthology Presents Hard 'n' Heavy - Vol. 4          | DVD          | Compilation di video e interviste a vari gruppi hard rock, tra cui AC/DC, Deep Purple e Black Sabbath. Comprende i videoclip di One Shot e You Belong in Rock 'n' Roll dei Tin Machine. | [ 109 ]         |
| 2004 | Once More with Feeling: Videos 1996-2004              | DVD          | Video compilation dei Placebo che comprende il video di Without You I'm Nothing (duetto pubblicato come singolo nel 2001) filmato all'Irving Plaza di New York il 23 marzo 1999. Tra il materiale bonus c'è anche l'esibizione di Bowie con la band di Brian Molko che eseguono Twentieth Century Boy ai Brit Awards 1999 | [ 110 ]         |
| 2004 | Live Aid                                              | 4xDVD        | Documentario del concerto benefico tenutosi il 13 luglio 1985. Bowie compare con i brani della sua esibizione (TVC 15, Rebel Rebel, Modern Love e "Heroes"), nel videoclip di Dancing in the Street con Mick Jagger e nel finale di Do They Know It's Christmas?. | [ 111 ]         |
| 2004 | Remember - 60's Vol. 4                                | DVD          | Compilation di esibizioni televisive degli anni sessanta. Comprende la versione di Space Oddity eseguita da Bowie il 12 novembre 1969 nel programma della TV svizzera Hits A Go-Go. | [ 112 ]         |
| 2004 | Top 40 1969-1970                                      | DVD          | Altra compilation, stavolta con la performance live di Space Oddity agli Ivor Novello Awards del 10 maggio 1970. | [ 113 ]         |
| 2004 | The Nomi Song                                         | DVD          | Documentario incentrato sulla vita e la carriera del cantante tedesco Klaus Nomi. Include materiale tratto dal Saturday Night Live del 1979, durante il quale Bowie lo impiegò come cantante di background per lo show della NBC. | [ 114 ]         |
| 2005 | The Dick Cavett Show - Rock Icons                     | 3xDVD        | Compilation che raccoglie esibizioni di stelle del rock al programma televisivo statunitense The Dick Cavett Show. Bowie compare in quella del 4 dicembre 1974 in cui esegue 1984, Young Americans e Footstompin' di James Brown. | [ 115 ]         |
| 2006 | Burt Sugarman's The Midnight Special: Million Sellers | DVD          | Compilation delle esibizioni di diversi artisti nella serie TV della NBC The Midnight Special di Burt Sugarman. La performance di Bowie è quella di Space Oddity del 1973, considerata l'ultima apparizione pubblica di Ziggy Stardust. | [ 116 ]         |
| 2007 | Remember That Night: Live at the Royal Albert Hall    | 2xDVD        | Concerto di David Gilmour alla Royal Albert Hall del 29 maggio 2006. David Bowie e il chitarrista dei Pink Floyd duettano in Arnold Layne e Comfortably Numb. | [ 117 ]         |